# Выдерта
Вы́дерта (укр. Видерта) — село в Камень-Каширской городской общине Камень-Каширского района Волынской области Украины.
Население по переписи 2023 года составляет 2328 человек. Почтовый индекс — 44520. Телефонный код — 3357. Занимает площадь 48,85 км².